# Rendez-vous (2015)
Rendez-vous is een Nederlandse thriller uit 2015, geregisseerd door Antoinette Beumer. Het is een verfilming van het gelijknamige boek van Esther Verhoef.

## Verhaal
Simone vertrekt naar Frankrijk met haar man Eric en hun twee kinderen om daar een nieuw leven op te bouwen. In een Frans, pittoresk dorpje hebben ze een huis met heel veel hectare grond geërfd van haar moeder. Maar bij aankomst zien ze dat er nog veel aan het huis moet gebeuren voordat ze het bewoonbaar is en zij chambre d'hôtes kunnen gaan verhuren. Eric probeert het huis op te knappen. Ze komen de behulpzame aannemer Peter tegen. Door hem laten ze het pand renoveren omdat Eric het niet alleen aankan. Tijdens de gesprekken over de bouw heeft Peter grote plannen. Eric, die Peter en zijn werknemers meehelpt, heeft geen tijd meer voor Simone en de kinderen. Op een dag moet Simone bouwmaterialen halen en de knappe bouwvakker Michel gaat als deskundige mee. Als ze te vroeg bij de bouwmarkt zijn gaan ze eerst nog ergens wat drinken. Er ontstaat tussen de twee een geheime liefdesrelatie. Deze geheime relatie heeft grote gevolgen als blijkt dat haar zus Lian na een kort bezoekje Simone waarschuwt dat ze wel weet waar ze mee bezig is en Simone erachter komt dat zij zwanger is. De regelrechte nachtmerrie wordt nog groter als Peter komt met foto's van haar en Michel samen. Peter wil Simone chanteren om nog meer te kunnen verbouwen. Simone, die een einde aan geheime relatie wil maken, komt aan de weet dat Michel meer dan een werknemer is voor Peter en beseft dat de twee een spelletje met haar aan het spelen zijn. Als ze door alle spanning radeloos is, wil ze alles aan Eric opbiechten. Peter wil dit nog voorkomen maar dit weerhoudt haar niet. Als Peter dan opmerkt dat zij nog lang niet van hem af is, schiet dit bij Simone in het verkeerde keelgat. Uit woede geeft ze Peter een duw, die daardoor ongelukkig terechtkomt en overlijdt. Michel, die ook bij het drama aanwezig is, helpt alle sporen te wissen. Toch wordt Simone gearresteerd op verdenking van betrokkenheid bij moord. Op het politiebureau wordt zij na enige tijd uit haar cel vrijgelaten en ziet ze dat Michel alle schuld op zich neemt.

## Rolverdeling
| Acteur            | Personage       |
| ----------------- | --------------- |
| Loes Haverkort    | Simone          |
| Pierre Boulanger  | Michel          |
| Mark van Eeuwen   | Eric            |
| Peter Paul Muller | Peter           |
| Jennifer Hoffman  | Lian            |
| Tamar Baruch      | Schooljuffvrouw |
| Eva Duijvestein   | Rita            |
| Rosa Reuten       | Helena          |

## Muziek
De originele filmmuziek is gecomponeerd door Merlijn Snitker. De titelsong "Trouble in Paradise" is gezongen door LOUISV. Ook drie nummers van Stromae zijn nadrukkelijk aanwezig in de film. "Tous les mêmes" tijdens een autorit van Simone en Michel, "Formidable" als Simone ongelukkig is en "Alors on danse" op een feestje bij Peter.